# 1791.
◄ | 17. stoljeće | 18. stoljeće | 19. stoljeće | ►
◄ | 1760-ih | 1770-ih | 1780-ih | 1790-ih | 1800-ih | 1810-ih | 1820-ih | ►
◄◄ | ◄ | 1788. | 1789. | 1790. | 1791. | 1792. | 1793. | 1794. | ► | ►►
Arhitektura • Astronomija • Biologija • Glazba • Kazalište • Kemija • Kiparstvo • Knjige • Književnost • Kršćanstvo • Medicina • Politika • Pravo • Promet • Slikarstvo • Šport • Znanost

## Događaji
- 3. svibnja – Veliki Sejm Poljsko-Litavske Unije proglasio Trećesvibanjski Ustav, prvi u Europi i drugi u svijetu (iza američkog).

## Rođenja
- Max Joseph Roemer, njemački botaničar  († 1849.)
- 23. travnja – James Buchanan, 16. predsjednik SAD-a († 1868.)
- 27. travnja – Samuel F.B. Morse, američki izumitelj i slikar († 1872.)
- 21. rujna – István Széchenyi,  mađarski državnik († 1860.)

## Smrti
- 5. prosinca – Wolfgang Amadeus Mozart, austrijski skladatelj (* 1756.)

## Vanjske poveznice
|  | Zajednički poslužitelj ima još gradiva o temi 1791. |